# 长芒稗
长芒稗（学名：Echinochloa caudata）为禾本科稗属下的一个种。

## 扩展阅读
- 維基物種上的相關：长芒稗